# 긴 호수
긴 호수(Long lake)는 긴 호수마을이 위치해 있고, 룬의 동쪽에 위치한 호수이다. 에레보르의 남쪽에 위치해 있으며, 스로르의 지도에 나타나있다.